# Jakubów (Radwanice)
Jakubów (von 1945 bis 1950 Dębina, deutsch: Jakobskirch) ist ein Dorf in Polen in der Woiwodschaft Niederschlesien. Es gehört zum Powiat Polkowicki und ist Teil der Landgemeinde Radwanice.

## Sehenswürdigkeiten
Unter Denkmalschutz stehen heute:
- die Pfarrkirche St. Jakobus der Ältere (kościół św. Jakuba) ist eine gotische Saalkirche von spätestens 1376. Von Mitte des 16. Jahrhunderts bis 1654 war sie protestantisch, renoviert 1735. Reiche Innenausstattung, dazu Gräber von Adelsfamilien wie von Niebelschütz oder von Kittlitz.[1]

- Die barocke Grabkapelle der Familie von Kreckwitz von  1752[2];

- Das Pfarrhaus von 1800;

- Das Schlossensemble (Pałac)  wahrscheinlich erstes Viertel 16. Jahrhundert gebaut vermutlich für die von Kreckwitz, bestehend aus Schlossruine und Landschaftspark aus dem 19. Jahrhundert[3];

- die ehemalige Schule, derzeit Haus Nr. 20, aus der zweiten Hälfte des 18. Jahrhunderts[4].

Außerdem gibt es die Quelle des heiligen Jakob, bekannt seit dem 12. Jahrhundert mit Brunnen und Figur von 1704.

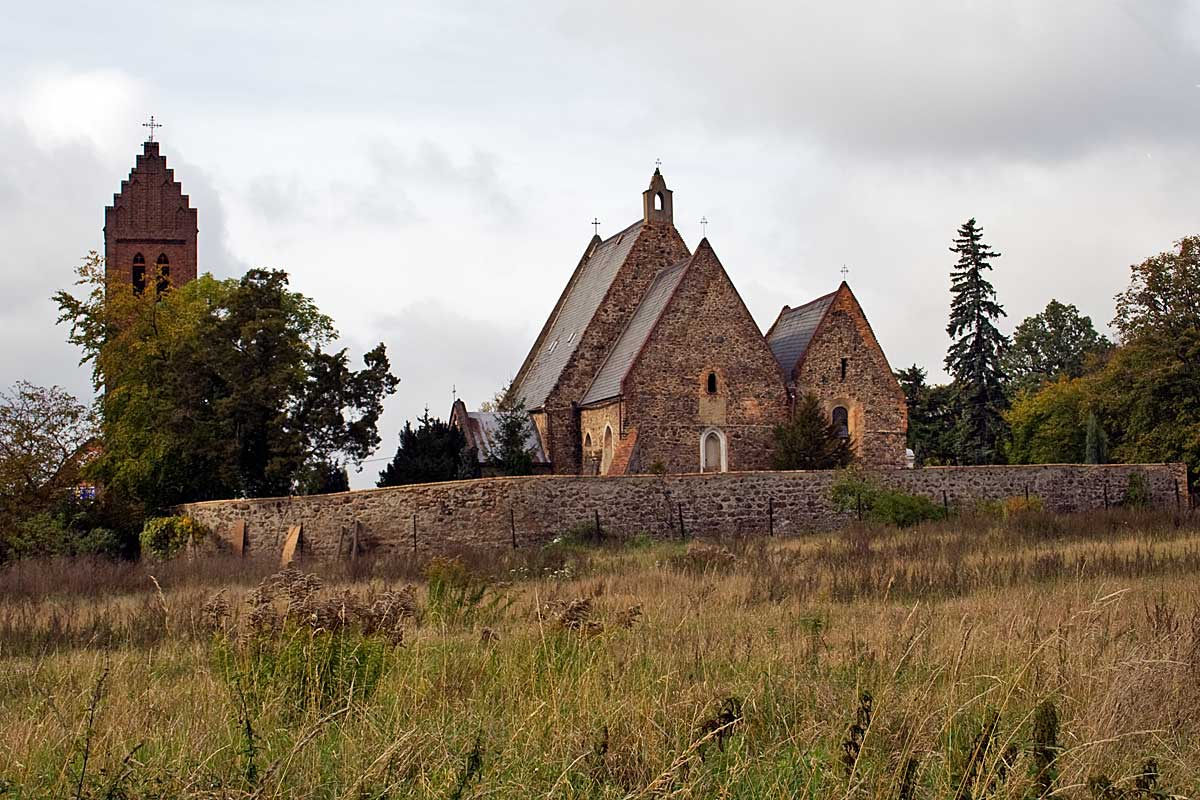
St.-Jakobus-Kirche
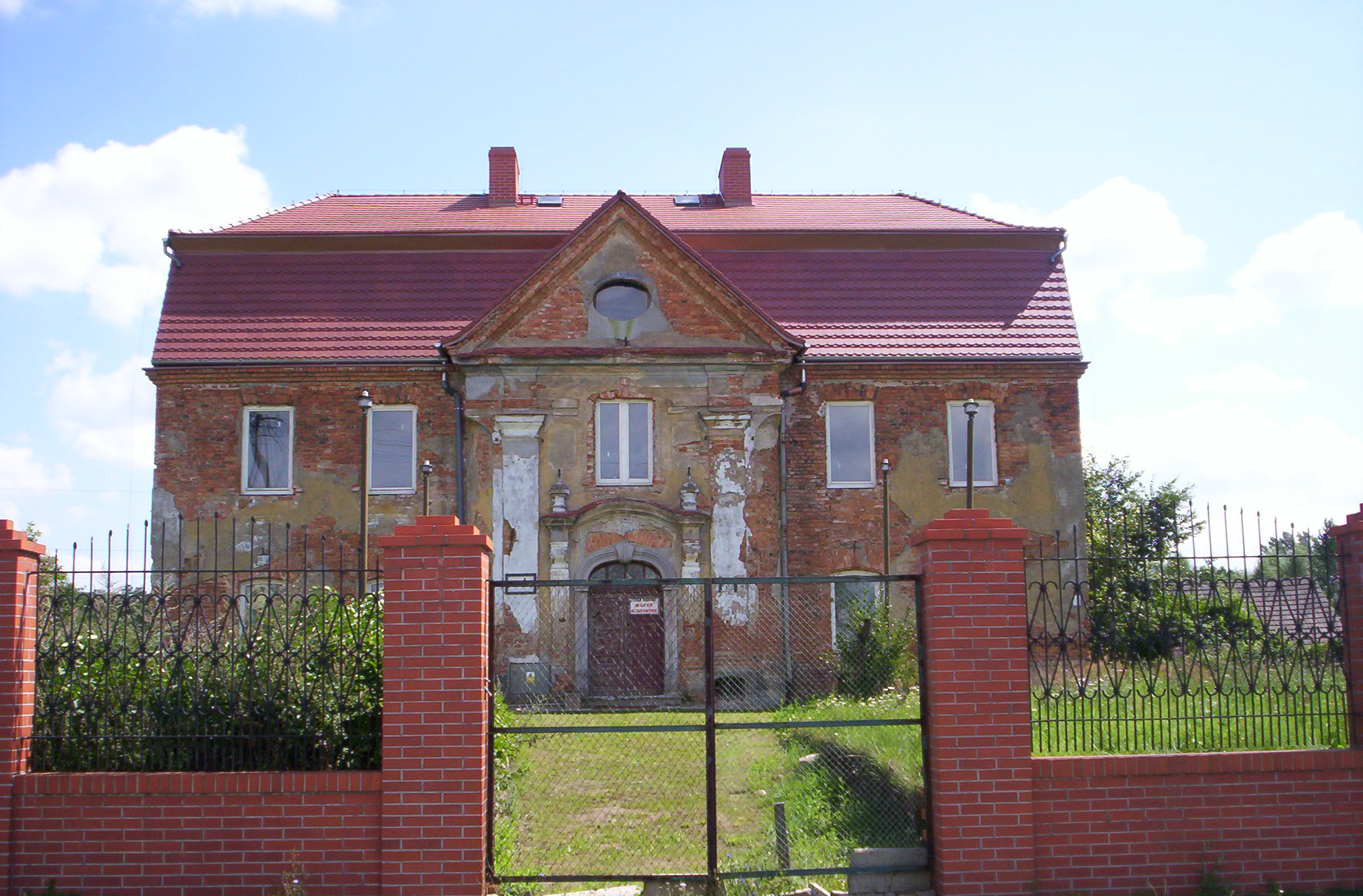
Die Schule
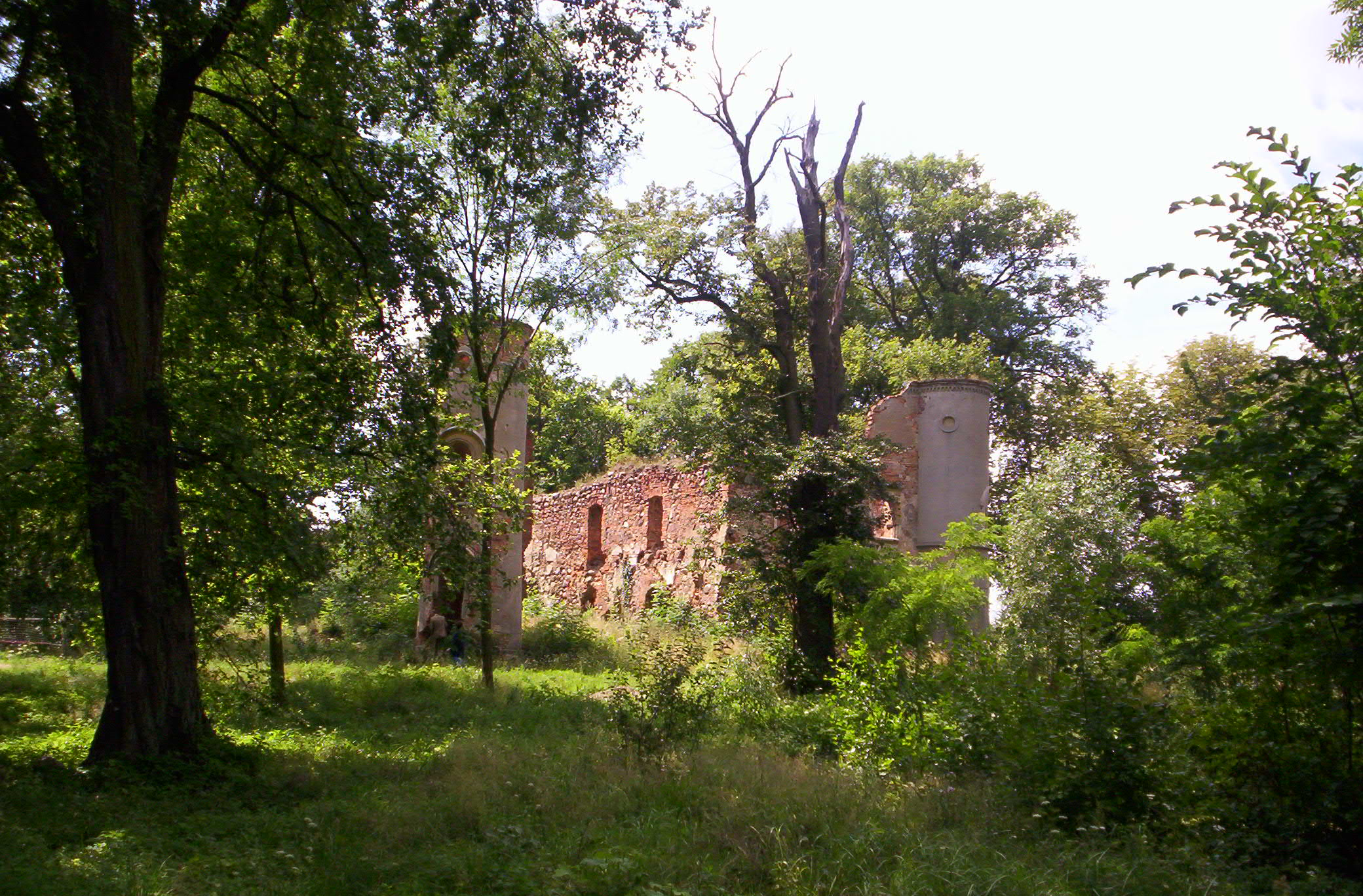
Die Schlossruine (2005)
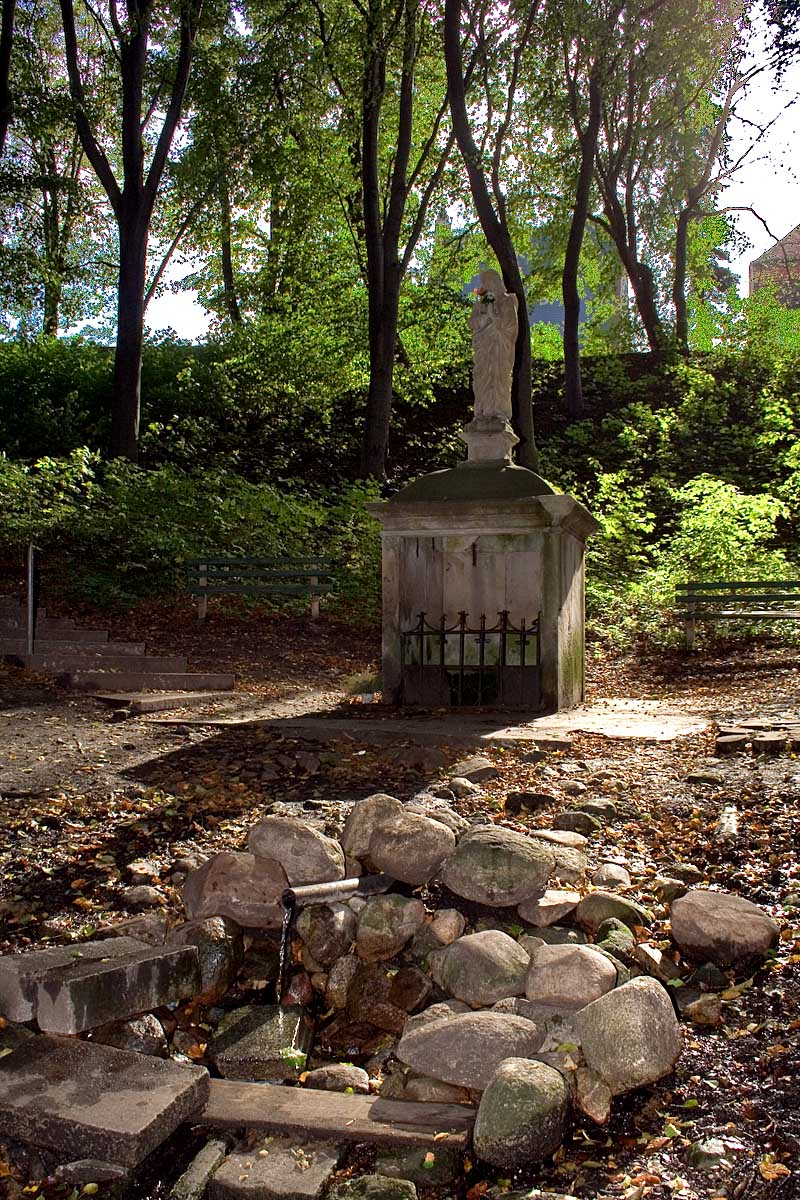
Die Jakobsquelle

## Tourismus
Der erste wiederhergestellte Jakobsweg in Polen ist der 164 km lange Niederschlesische Jakobsweg, er wurde am 25. Juli 2005 eröffnet und führt von Głogów (Glogau) und Jakubów, über Polkowice, Bolesławiec (Bunzlau), Lubań (Lauban) nach Görlitz.